# Список персонажей InuYasha
Список персонажей манги и аниме InuYasha.

## Группа Инуяси

### Инуяся
Инуяся (яп. 犬夜叉)
Сэйю — Каппэй Ямагути.

Слева направо: Кирара, Санго, Сиппо, Кагомэ, Мироку и Инуяся

Инуяся — ханъё (полудемон) из периода Сэнгоку Дзидай. Его отцом был могущественный демон-пёс Ину-но-Тайсё, а матерью Идзаёй — обычная женщина. Первоначально собирался использовать Камень Четырёх Душ, чтобы стать полноценным демоном. Инуяся полюбил мико по имени Кикё, охранявшую Камень, и ради неё решил с помощью камня стать человеком.
Но полудемон по имени Нараку решил получить камень и заодно уничтожить возлюбленных. Он принял облик Инуяси и нанес Кикё смертельный удар, заставив её поверить в то, что Инуяся её предал, а Инуясю — что его предала Кикё.
Оскорблённый Инуяся напал на деревню, где жила Кикё, и украл из храма Камень Душ. Преследуя Инуясю, смертельно раненная Кикё «запечатала» его магической стрелой.
Перед смертью Кикё попросила свою сестру Каэдэ сжечь Камень вместе с её телом, чтобы обезопасить деревню от демонов, охотящихся за ним.
500 лет спустя (50 лет для Инуяси) Инуясю освобождает девушка из нашего времени, Кагомэ, реинкарнация Кикё, в теле которой спрятан Камень Душ. Демоны (ёкаи) постоянно пытаются получить камень, и во время одной из схваток камень разбивается на множество осколков, которые разлетаются по всей феодальной Японии.
Самые характерные приметы Инуяси — серебристые волосы ниже пояса и собачьи уши (которые Кагомэ при первом знакомстве долго ощупывала). Его ногти сильно похожи на когти, а зубы — на собачьи клыки.
Добрый, но в то же время вспыльчивый и обидчивый, Инуяся терпеть не может, когда его называют собакой или говорят, что он слабее полнокровного демона. Заявляет, что ненавидит Кагомэ за то, что она похожа на Кикё, но на самом деле любит её.
Единственная уязвимое место Инуяси — временная потеря всех демонических сил, случающаяся с каждым ханъё (полудемоном) время от времени. У Инуяси она происходит в ночь новолуния. Его волосы становятся чёрными, золотистые глаза — тёмно-синими, уши — человеческими, он теряет свои когти, клыки, нюх, его меч не может перевоплощаться и т. д. С рассветом он снова становится прежним. Так как сражаться он в такую ночь практически неспособен, он всячески скрывает эту слабость от других.
Ещё одной серьёзной слабостью Инуяси является его нюх. Он настолько чувствителен, что сильная вонь надёжно выводит его из строя.
Точно возраст полудемона не известен, но, судя по фильму «Меч, покоряющий миры», Инуясе примерно 200 лет (в фильме говорится, что меч не видели 200 лет с момента его исчезновения, а исчез он в одно время с рождением Инуяси, значит полудемону 200 лет. Однако 50 из них он спал, благодаря печати Кикё).
Кимоно Инуяси сделано из шкурок огненной крысы. Очень неплохо защищает от любых огненных атак, потоков сёки (яда) и относительно слабых ударов. Иногда Инуяся «одалживает» его Кагоме, чтобы защитить от физических или огненных атак, и полагается лишь на свою силу и скорость. К сожалению, от более мощных ударов кимоно помогает не лучше обычной одежды.

#### Умения
- Санкон Тэссо (яп. 散魂鉄爪 Санкон Тэссо:, Железные когти, разрывающие душу): сильный удар когтями.
- Хидзин Кэссо (яп. 飛刃血爪 Хидзин Кэссо:, Кровавые когти - летящие клинки): кровь Инуяси наносит повреждения противнику.
- Тэссайга (яп. 鉄砕牙 Тэссайга, Железный сокрушающий клык): меч, который Инуясе завещал его отец. Сделан из клыка отца. Обладает защитной аурой, благодаря которой настоящий демон не может до него дотронуться. При возвращении в ножны, потере хозяином или очищении, превращается в старую тупую ржавую катану. В истинной форме напоминает саблю около трех метров длиной и полуметра в самой широкой части лезвия с мехом вместо гарды. Поскольку оружие магическое, его вес известен только Инуясе и является величиной относительной.
- Кадзэ но Кидзу (яп. 風の傷 Кадзэ но Кидзу, Рана Ветра): приём, выполняемый Тэссайгой. Убивает сотню демонов одним ударом. Выглядит как несколько расходящихся в стороны воздушных лезвий.
- Бакурюха (яп. 爆流破 Бакурю:ха, Сокрушающий Поток): приём, выполняемый Тэссайгой. Использует демоническую силу врага и Рану Ветра для создания сильной атаки ветром.
- Конгосоха (яп. 金剛槍破 Конго:со:ха, Волна Алмазных Копий): атака, создающая много алмазных копий, летящих во врага. Выполняется Тэссайгой.
- Мэйдо Дзангэцуха (яп. 冥道斬月破 Мэйдо: Дзангэцуха, Тёмный Путь Ущербной Луны): приём, выполняемый Тэссайгой. Создаёт путь тьмы, который отправляет врагов в Мир Мертвых — Мэйдо.

Тэссайга — вообще самый развивающийся «персонаж» в манге. На протяжении всей истории, Инуяся и сотоварищи только и занимаются тем, что способствуют последнему либо овладеть новой дистанционной техникой, либо навесить на многострадальное папино наследие очередной «апгрейд».
Развитие Тэссайги:
«Кадзэ но Кидзу» — «Рана Ветра», способность Тэссайги наносить удар в сплетение воздушных потоков образуя несколько ударных воздушных волн (тот самый удар, убивающий сотню мелких демонов за раз). Долгое время, Инуяся не мог понять, в чём тут секрет, но овладев этим приёмом, пользуется им регулярно. Брат Инуяси, Сэссёмару, использовал этот приём несколько раз, как только в его руки попадал Тэссайга, и в его исполнении атака была в несколько раз более мощной.
«Усиленная Тэссайга» — После того как Тэссайга был сломан, Тотосай использовал один из клыков Инуяси для починки меча. Таким образом, для использования магических атак стала использоваться не только изначально заложенная отцом Инуяси сила, но и сила самого полудемона. Выразилось это в том, что в высвобожденном состоянии, Тэссайга стал практически неподъёмным для самого Инуяси.
«Бакурюха» — Для того чтобы использовать эту атаку, Инуясе пришлось сразиться с Рёкоцусэем, последним недобитым противником своего отца. Одновременно, он научился управлять и заложенной в клинке собственной силой (Тэссайга вновь стал лёгким). Если противник наносит удар любой формой демонической энергии, можно, используя «Рану ветра», перенаправить его обратно, добавив к изначальной силе вражеской атаки свою собственную. Из недостатков — на противников, не использующих чистую демоническую силу, эту атаку не применишь. В качестве бонуса — после применения Бакурюхи, Инуяся научился видеть окружающие Тэссайгу воздушные потоки, то есть смог наносить «Рану Ветра» в любой момент и в любом направлении, а не только ударом в строго определённое место.
«Красный Тэссайга» — разрушитель барьеров. Для преодоления очень мощного барьера Нараку, Инуяся должен был напитать свой меч энергией и кровью демона, умеющего создавать сильные магические барьеры. При использовании этой атаки, лезвие Тэссайги становится ярко-алого цвета.
«Алмазный Тэссайга», или «Конгосоха» — Как и в предыдущем случае (и в последующих тоже), для овладения этой техникой, нужно было напитать клинок силой демона, управляющего камнем. Во время этой атаки лезвие меча покрывается алмазной коркой, которую потом нужно стряхнуть в сторону противника в виде острейших алмазных копий. Пробивает практически любой барьер (после появления «Красного Тэссайги»,Нараку его значительно усилил). Интересно то, что использовать эту атаку в современности (дабы разжиться алмазами для оплаты очередного поломанного велосипеда Кагомэ), Инуяся не смог. В 4-м фильме Инуяся смог соединить в одну атаку Бакурюху и Конгосоху: получилось что-то вроде застывших каменных потоков ветра, которые породили несметное количество алмазных копий.
«Чешуйчатый Тэссайга» — способность поглощать силу демонов (или их атаки) при соприкосновении. Проблема в том, что поглощённая энергия использует Инуясю в качестве «заземления», и её избытки наносят ему значительный вред. Также позволяет видеть так называемые «демонические вихри» — сосредоточение астральной силы любого демона. Теоретически, удар в такой вихрь должен прикончить любого, даже сверхсильного демона, но на практике, эти самые вихри не всегда удаётся углядеть, да и времени это занимает достаточно много.
«Огненный Тэссайга» — какие именно свойства придала мечу, до конца не понятно, возможно, это был всего лишь внешний эффект от поглощения силы очередного демона.
«Дзангэцуха» — атака, полученная от Тэнсэйги Сэссёмару. Как бы вскрывая ткань реальности чёрной дырой — полумесяцем, открывает путь в мир мёртвых. От этой атаки не существует защиты, рассекает любое материальное и/или астральное тело, отправляя вырезанный кусок за грань реальности. Чрезвычайно опасна, ибо в случае промаха спасения от неё не будет.
«Мэйдо Дзангэцуха», или «Чёрный Тэссайга» — лезвие меча становится порталом в мир Мёртвых. Завершенная форма Чёрной дыры — образуется шар около 50-ти метров диаметром, попав в который, отправляешься прямиком в преисподнюю. Из-за своих размеров способен поглощать огромные куски реальности. Атака была усовершенствованна под нужды хозяина самим Тэссайгой — в законченном виде, представляет собой от одного до десяти горизонтально летящих дыр-полумесяцев. Скорость их движения гораздо выше, чем у классической сферы, и напрямую зависит от силы взмаха мечом.
Интересны также ножны Тэссайги. Предназначенные для запечатывания её силы, они, в случае чего, могут поглотить атаку-другую, нанесённую демоническим оружием. Также у них есть способность призывать меч. Именно этой способностью ножен воспользовался Инуяся оказавшись в плену у Безумного Аскета.

### Кагомэ Хигураси
Кагомэ Хигураси (яп. 日暮 かごめ Хигураси Кагомэ)
Сэйю — Сацуки Юкино.
Кагомэ — внучка настоятеля синтоистского храма семьи Хигураси в Токио. В день её пятнадцатилетия на Кагомэ нападает демон-сороконожка и затягивает в старый колодец близ храма. Когда Кагомэ выбирается из колодца, она обнаруживает, что оказалась в средневековой Японии, точнее — в периоде Сэнгоку Дзидай. Выбравшись, она видит спящего полудемона, прибитого стрелой к дереву. В этот момент Кагомэ находят жители ближайшей деревеньки и отводят её к местной мико Каэдэ. Сначала Каэдэ принимает Кагомэ за демона, так как та одета в современную одежду, но потом замечает, что Кагомэ очень похожа на её давно погибшую старшую сестру Кикё.
Вечером того же дня на деревню нападает всё та же демон-сороконожка. Кагомэ убегает в лес, в котором видела спящего полудемона. Тот уже не спит и, увидев девочку, называет её «Кикё». Демон-сороконожка настигает Кагомэ, кусает её, и из раны выпадает Камень Четырёх Душ, который сороконожка тут же проглатывает. Инуяся, тот самый прибитый к дереву полудемон, просит Кагомэ вытащить из него стрелу, чтобы он мог зарубить сороконожку. Кагомэ так и поступает, и Инуяся побеждает демона, но собирается забрать Камень себе, ибо тот придаёт демонам огромную силу.
Она очень добрая, даже по отношению к Инуясе. Её терпение не раз удивляло остальных, так как поведение демона им уже надоедало. Кагомэ пытается наладить отношения с ним, думая, что он её ненавидит. Она любит всем сердцем Инуясю, поэтому сильно ревновала его к Кикё. По характеру, застенчивая, закомплексованная и неуверенная в себе.

#### Умения
- Хама но Я  (яп. 破魔の矢) — очищающая стрела мико. Поначалу Кагомэ почти не умела стрелять из лука, но со временем становится очень опытной и меткой. Её стрелы несут в себе духовную силу, которой она обладает, и очищают любого демона, которого касаются. Стрелы Кагомэ — одна из немногих вещей, с которыми Нараку трудно тягаться.

Запечатывающие стрелы, подобно Кикё, Кагомэ не использовала, но учитывая, что она смогла распечатать Инуясю — по всей видимости, может.
Отдельная способность Кагомэ — чувствовать сокрытый Камень Четырёх Душ или его осколки (не важно, проглочены ли они очередным демоном или просто находятся неподалёку). Чтобы спрятать своё сердце и Камень Четырёх Душ от этой её способности, Нараку похитил сферу Энтэя.
Благодаря большим запасам духовной силы на Кагомэ практически не действует ядовитая демоническая аура, правда, против Магацухи это никак не помогло.

### Мироку
Мироку (яп. 弥勒)
Сэйю — Кодзи Цудзитани.
Мироку — буддийский монах (хоси (яп. 法師)), и на него наложено довольно необычное проклятие. В его правой ладони находится «чёрная дыра», (風穴 [кадзаана], дословно «дыра ветра»), которая засасывает всё, что находится поблизости, если только её не накрыть специальной тканью и не обвязать буддистскими чётками. Это проклятие Нараку наложил ещё на деда Мироку, и оно досталось самому Мироку по наследству. Рано или поздно чёрная дыра затянет и его самого, если он до тех пор не уничтожит Нараку. Все считают Мироку в некоторой степени озабоченным извращенцем, потому что тот имеет обыкновение каждую встреченную красивую девушку обнимать и предлагать ей родить ему ребёнка. Сам Мироку объясняет это тем, что он хочет продолжить свой род прежде, чем проклятие убьёт его. Он часто бывает глупым и неуклюжим, но его познания велики и он умнее, чем кажется.
Как уже говорилось, основное оружие Мироку — Кадзаана. Это проклятье — оружие поистине чудовищной силы. Направив руку на врагов, Мироку может засасывать как демонов, так и любые предметы в пределах досягаемости. А открывая и закрывая её, вполне может корректировать направление вражеских атак и всевозможных пролетающих снарядов. Но есть и негативные стороны — демоническая аура и яд впитываются в тело монаха, так что, не остановившись вовремя, он вполне может погибнуть от отравления. Также, засасывая острые предметы, есть риск порезать руку и соответственно расширить дыру со всеми вытекающими последствиями. Ещё один минус — оружие не делает разницы между друзьями и врагами, попав в зону всасывания, могут пострадать невинные. Поэтому пользоваться ей нужно крайне осторожно.
Хорики, или буддистские заклятья написанные на специальных листочках. Заряжая их собственной духовной силой, Мироку может использовать их в бою как метательные снаряды. Попав на врага, они в зависимости от заклятья причиняют ему различный урон. Также, он может использовать их для защиты или сокрытия какого-либо здания, или «запечатать» не очень сильного демона. (Или обманом отдать какому-либо наивному даймё побогаче в обмен на стол и кров).
Посох — обычный посох буддистских монахов-странников с шестью кольцами. Кромка посоха отточена до бритвенной остроты, а нижний конец заканчивается стальным остриём, что в сочетании с духовной силой монаха превращает его в опасное оружие ближнего действия. Также посох используется для фокусации различных заклятий (в основном защитных). Мироку неплохо фехтует своим посохом. Он любит Санго и поэтому пристаёт к ней особенно часто (отчего нередко бывает бит), однако в нужные моменты готов пожертвовать собой, чтобы спасти любимую. Ревнует её ко всем, кто проявит к Санго интерес. В последней серии он предстаёт счастливым отцом и мужем Санго.
Ему нередко помогает тануки по имени Хати, способный принимать различные облики — огромный камень, нечто вроде летающего червя или даже копия самого Мироку.
Мироку — японское произношение имени Майтрейя, Будды будущего.

### Санго
Санго (яп. 珊瑚)
Сэйю — Хоко Кувасима.
Санго — истребитель демонов (退治屋, «ёкай тайдзия»). Она — член группы тайдзия, обучаемых убивать демонов. Родилась в деревне, где был создан Камень Четырёх Душ. Присоединилась к компании Инуяси, чтобы уничтожить их общего врага, Нараку.
Оружие Санго — Хирайкоцу (яп. хирайкоцу,"разрезающий воздух"), сделанный из костей демонов бумеранг огромных размеров (практически с неё ростом) и достаточно внушительного веса. Перед решающей битвой с Нараку пропитала его специальным составом, который разрушает тела демонов при столкновении, как кислота, также теперь он может спокойно проникать сквозь барьер Нараку.
Поскольку Санго ― наследница клана профессиональных охотников за демонами, её познания в области демонологии довольно существенны. Правда, до встречи с Инуясей ей попадались в основном достаточно мелкие и не слишком сильные (что-то, вроде домашних вредителей). Так что против более крупных противников, она работает в основном на подхвате. Использует яды, разработанные специально для борьбы с распространёнными типами демонов. На более сильных они, увы, практически не действуют. Иногда использует катану или вакидзаси, но, сделанные из обычной стали, они помогают разве что в борьбе с разбойниками, или, пропитанные специальными составами, против мелких демонов.
По характеру , Санго веселая, энергичная и оптимистичная девушка, феминистка и вегетрианка. Верит в то, что однажды сможет спасти своего брата. В отличие от других истребителей ёкаев, он убивает только злых, добрых наоборот защищает.
Отдельное внимание можно уделить специальному костюму охотника. Он сделан из костей и кожи демонов и неплохо защищает от слабых энергетических и физических атак. Серебряная маска-противогаз позволяет дышать в отравленной атмосфере и переносить большую концентрацию дзяку (тёмной ауры демонов).
Также влюблена в Мироку, но долгое время не признаётся себе в этом. Ей одинаково не нравится, когда Мироку пристает к ней и когда пристаёт к другим девушкам. В конце аниме-сериала она выходит за него и рожает ему троих детей.

### Кирара
Кирара (яп. 雲母)
Двухвостая кошка-демон, принадлежащая Санго. Кирара имеет две формы: милый двухвостый котенок и опасная, размером со львицу, кошка, обладающая способностью к полётам. Санго, Мироку, Сиппо, а иногда и Кагомэ (после очередной ссоры с Инуясей) используют лётные способности Кирары, чтобы успевать за Инуясей. Была партнером мико по имени Мидорико, создавшей Камень Четырёх Душ. Имя «Кирара» переводится как «мать облаков» и является обычным женским именем.

### Сиппо
Сиппо (яп. 七宝 Сиппо:, семь сокровищ) (+ игра слов — яп. «хвостик»)
Маленький демон-лис. Его отец был убит Громовыми братьями. В стремлении отомстить им, пытался выкрасть у Инуяси и Кагомэ осколки Камня Четырёх Душ, чтобы с их помощью привлечь Громовых братьев, но Инуяся его поймал. Сиппо присоединился к Инуясе и Кагомэ после того, как они помогли ему справиться с Громовыми братьями. Деловитый и прижимистый.
В боях Сиппо практически не участвует. Во-первых, он ещё маленький, а во-вторых, его Коёдзюцу (яп. 狐妖術, магия демонов-лисов) (или Гэндзюцу (яп. 幻術, искусство иллюзий)) пока ещё далека от совершенства. Хотя, при некоторой доле везения, его иллюзорные техники могут отвлечь врага, а кицунэби (яп. 狐火, «лисий огонь» серебристого цвета) вполне способен остановить некоторых демонов или рассеять не очень сильное заклинание. Хитрые лисьи техники основаны в основном на увеличении некоторых предметов, которые Сиппо таскает с собой в виде игрушек, или на заклинаниях, которые Кицунэ (демоны-лисы, как и Тануки — енотовидные собаки) накладывают на листики священного дерева. Любимая техника Сиппо — хэнгэ (яп. 変化, трансформация, превращение в кого-либо, дословно — «оборотничество»), но, как и все лисы, он не способен надолго спрятать пушистый лисий хвостик.

## Персонажи второго плана
Каэдэ (яп. 楓)

Бабушка Каэдэ

Младшая сестра Кикё, мико, охранявшей Камень Четырёх Душ. Каэдэ распознала в Кагомэ реинкарнацию Кикё, объяснила ей значение Камня Четырёх Душ и помогла им с Инуясей объединиться для поиска осколков Камня. Хорошая травница и целитель, но достаточно посредственная боевая жрица.
Мёга (яп. 冥加)
Демон-блоха, когда-то обитавший на теле отца Инуяси. Считает Инуясю своим хозяином. Все считают Мёгу трусом, так как при малейшей опасности быть убитым всегда сбегает, хотя может быть полезен: Мёга мастерски высасывает яд из отравленного тела, а также разрушает обездвиживающие заклинания. Довольно полезен в доставке информации, хотя эта информация немного запоздалая, но она может действительно помочь. Мёга очень живуч — почти в каждой серии его давят в лепёшку, но он мгновенно приходит в себя.
Тотосай (яп. 刀々斎)
Старец-кузнец (демон), выковавший мечи «Тэссайга» и «Тэнсэйга» для отца Инуяси из его же клыков. По ходу повествования Инуяся обращается к нему с просьбой починить меч или рассказать о новой технике Тэссайги. Передвигается на чёрной трёхглазой корове, которая умеет летать. Также может мгновенно перемещаться в виде молнии. Иногда помогает в бою используя свою технику огненного дыхания. Его ученик выковал для Сэссёмару Токудзин — демонический меч, после того, как сам мастер отказался выполнить эту работу, ссылаясь на волю покойного отца братьев, который оставил в наследство Сэссёмару Тэнсэйгу. Много знает, но мало рассказывает. Пользы, как и вреда, от него примерно столько же, как и от его давнего друга-блохи Мёги.
Хатиэймон (яп. 八衛門)

## Группа Кикё
Кикё (яп. 桔梗 Кикё:)
Сэйю — Норико Хидака.

Кикё

Кикё была мико — жрицей, которой деревня охотников, где жила Санго, поручили охранять Камень Четырёх Душ, созданный в сражении c сотнями демонов другой мико, легендарной Мидорико. Несмотря на то, что Кикё убивала всех демонов, пытавшихся украсть у неё Камень, она не смогла убить Инуясю, когда тот пытался заполучить Камень. Она пощадила его, и Инуяся остался в деревне Кикё. Постепенно между Кикё и Инуясей возникло чувство любви. Кикё говорит Инуясе, что Камень может сделать его не только чистокровным демоном (как он изначально хотел), но и человеком. Инуяся соглашается поступить так, надеясь, что тогда они смогут быть вместе.
На следующий день, когда Кикё пришла на то место, где они уговорились встретиться, на неё нападает кто-то, внешне выглядящий как Инуяся. Нараку (это был он) наносит ей смертельную рану и уходит в сторону деревни, сказав напоследок Кикё, что убьёт всех жителей. С большим трудом Кикё добирается до деревни и видит настоящего Инуясю с Камнем, которого тоже обманул Нараку, заставив поверить, что Кикё его предала и хотела убить.
Из последних сил она выпускает в Инуясю запечатывающую стрелу, прибивая его к дереву и погружая в вечный сон. Сразу после этого она погибает от ран, успев сказать своей младшей сестре Каэдэ, чтобы та сожгла Камень вместе с её телом.
Горная ведьма возродила Кикё, используя глиняный сосуд и кости из её могилы. Некоторой проблемой оказалось то, что душа Кикё переродилась в Кагомэ. Так и не сумев добиться желаемого, ведьма погибла от рук воскрешённой мико, к которой вернулась сила и память, но не душа. Новое тело Кикё может жить, используя силу душ погибших людей. Лишившись постоянного притока оной, она не способна самостоятельно передвигаться. Нараку несколько раз пытался расправиться с мико, пока это ему наконец не удалось. Выглядит как Кагомэ, но выше и стройнее.
Имя «Кикё» означает «китайский колокольчик» — растение, которое обычно используется в китайской народной медицине.
Умения
- Хама но Я (яп. 破魔の矢) — Волшебная стрела мико. Такой же силы как и у Кагомэ.
- Фуин но Я (яп. 封印の矢) — Запечатывающая стрела. Именно такой стрелой она навечно (как предполагалось) усыпила Инуясю.

По сути, Кагомэ — её реинкарнация, так что их способности практически идентичны, только Кикё куда более опытна. Соответственно и способов применения своей силы знает куда больше.
Синидаматю (яп. 死魂虫)
Собиратели душ. Без них возрождённая Кикё не смогла бы выжить, они приносят ей души, позволяя её искусственному телу двигаться.
Хотё 胡蝶 (яп. {{{2}}}) и Асука (яп. 飛鳥)
Сикигами, искусственные создания, помощники Кикё.

## Группа Сэссёмару
Сэссёмару (яп. 殺生丸 Сэссё:мару, Несущий жизнь и смерть)

Сэссёмару

Сэссёмару — старший сын собачьего полководца, Ину-но-Тайсё. На своего отца Сэссёмару походит только внешне, совершенно не походя на него характером. Особенно в плане отношения к людям, которых он считает низшими существами.
В отличие от своего брата, Инуяси, Сэссёмару — чистокровный демон (мать Сэссёмару — также чистокровный демон, она появляется в манге и во 2 сезоне аниме). Презирает Инуясю, считая его позором рода. Отличается гордостью и невозмутимостью — истинный аристократ. Его физическая сила примерно равна силе Инуяси, но движения гораздо более быстрые и точные.
Сэссёмару путешествует, стараясь стать ещё сильнее. По его собственному признанию, это его единственная страсть. Сперва он изо всех сил старается завладеть Тэссайгой, мечом Инуяси, считает, что как старшему сыну она по праву принадлежит ему. Свой меч, сделанный, как и Тэссайга, из клыка его отца, Тэнсэйгу, он считает бесполезным, недоумевая, зачем отец оставил ему этот меч. Тэнсэйга — меч для спасения мертвых, он может убивать только не принадлежащих этому миру.
За Нараку гоняется в основном, чтобы отомстить за нанесённое ему оскорбление: полудемон пытался использовать Сэссёмару в собственных целях. Подобного Сэссёмару простить не мог и теперь пытается уничтожить Нараку. Истинный облик Сэссёмару — огромный белый пёс. В этом обличье его дыхание и слюна ядовиты. (В человеческом облике только его когти). После того, как Инуяся отрубил ему лапу (в тот момент Сэссёмару пребывал в облике пса), попытался найти могучих демонов и, отрубив им руки, использовать как протез. Постепенно пришел к выводу, что это ниже его достоинства. Некоторое время пользовался Токудзином, мечом, созданным из зубов одного из порождений Нараку. Но меч оказался до обидного слаб (по меркам Сэссёмару) и сломался от удара в очередной битве. И превзойдя по силе собственного отца, отрастил себе руку заново. Разгадал секрет Тэнсэйги и освоил Мэйдо Дзангэцуха, атаку, которую его отец запечатал в Тэссайгу, но так и не смог освоить. Достигнув предела своих сил, создал себе собственный меч, Бакусайгу. Оружие чудовищной разрушительной силы, превосходящее даже Дзангэцуха. Тэнсэйга даёт ему ещё одно преимущество (кроме воскрешения мёртвых, которое и срабатывает-то всего лишь один раз) — он может свободно перемещаться в мир Мэйдо, потусторонний мир, на границе которого, находится могила их с Инуясей отца. Однажды спасает девочку Рин, чтобы проверить силу своего меча, и та становится его спутницей. Сэссёмару сам не замечает, как привязывается к ней и всеми силами старается её защитить.
Сэйю — Кэн Нарита.
Дзякэн (яп. 邪見)

Дзякэн

Мелкий зелёный слуга Сэссёмару, вечно пытающийся к нему подольститься. Последовал за ним, когда тот якобы спас его (на самом деле Сэссёмару попросту смахнул не глядя из-под ног местную разборку мелких полевых демонов). Таскает за собой двухголовый посох Нинтодзё, который, в числе прочего, помог Сэссёмару найти могилу отца. Вояка из него не ахти какой (посох может работать в режиме огнемёта), так что его основная функция — бегать за хозяином, служить средством для снятия стрессов, нянчиться с Рин и контролировать побеждённых хозяином демонов. Был неоднократно бит за длинный язык, один раз зарезан Токудзином и воскрешен Сэссёмару ради проверки силы Тэнсэйги. Сначала недолюбливает Рин и спасает её только ради того, чтобы Сэссёмару не гневался, но потом вслед за хозяином также начинает испытывать к ней привязанность.
Сэйю — Нагасима Юити
Рин (яп. りん)

Рин

Девочка-сирота, пытавшаяся спасти Сэссёмару, серьёзно раненного после битвы с Инуясей. Однажды была убита демонами-волками Коги, но была возвращена обратно в мир воскрешающим мечом Сэссёмару, Тэнсэйгой. После этого она сопровождает Сэссёмару в его странствиях. Всегда ходит босиком, часто говорит о себе в третьем лице. После её спасения Сэссёмару, изначально презиравший людей и считавший их низшими существами, начинает понемногу меняться в своем отношении к людям (хотя не всегда признается в этом даже самому себе). Повторно её убил переход в мир Мёртвых, куда её отправила мать Сэссёмару для того, чтобы тот, наконец, определился со своим к ней отношением и освоил единственную боевую атаку Тэнсэйги — ту самую Мэйдо Дзангэцуха. Она же её и воскресила, использовав Мэйдо-Сэки — камень, служащий, подобно Тэнсэйге, пропуском в загробный Мир. Во многом похожа на Кагомэ — такая же добрая, чистая и красивая.
Сэйю — Ното Мамико
А-Ун (яп. 阿吽)
Двухголовый дракон, которого используют в качестве вьючного животного. Обладает спокойным характером и особенно хорошо относится к Рин. При необходимости может атаковать — выдохнуть луч, возможно, электрической природы.

## Группа Нараку
Нараку (яп. 奈落)

Нараку

Нараку — полудемон, родившийся из человека по имени Онигумо. Онигумо был бандитом, обгоревшим с головы до ног и парализованным. Его подобрала и выхаживала мико по имени Кикё. Но Онигумо не был ей благодарен, все, чего он хотел, это заполучить сердце Кикё и Камень Четырёх Душ.
Онигумо добровольно отдал своё тело демонам, почувствовавшим исходившее от него зло, и таким образом стал ханъё — полудемоном, скопившим в себе огромное количество злой энергии. Как и всякий Ханье, один раз в месяц Нараку теряет большую часть своих демонических сил. Но в отличие от Инуяси, его тело состоит из множества кусков различных демонов. Прячась ото всех в глубоком подземелье, он использует это время для перестройки своего «организма». Отдельные куски выбрасываются за ненадобностью в виде «недодемонов».
«Нараку» (санскр. नरक naraka) означает «ад», а «Онигумо» — «демон-паук».

### Умения
Судить о чём то определённом сложно. Часть способностей Нараку получил при «рождении», часть развил впоследствии путём поглощения других демонов или комбинирования частей их тел.
Основная его способность — практически неограниченная регенерация. Достаточно сильно навредить ему могут только очень мощные атаки или освящённые предметы (стрелы Кагомэ, к примеру). Отсечённые или оторванные части тела спокойно срастаются заново, а количество «исходного материала» для создания новых, ограничено только количеством поглощённой им «демонической массы» — то есть, проще говоря, тел низших демонов, которых он захватил.
Вторая уникальная особенность Нараку — способность создавать независимые от него «порождения». Каждое из них по своему опасно, но иногда достаточно своевольно. Так как все они отчасти несут в себе тело Онигумо, их отличительный признак — шрам в виде паука на спине, который ничем невозможно удалить. Поскольку сильнейшими считаются демоны человекообразного вида, большинство порождений Нараку именно таковы. Все порождения обладают уникальными способностями и раз от раза становятся сильнее.
Третья способность — абсорбция. Нараку частенько поглощает демонов с необходимыми ему навыками. После некоторого «переваривания» применяет их способности сам. Несколько раз пытался поглотить Сэссёмару, но тот оказался слишком силён. Может поглотить собственные строптивые порождения, присоединив развитые ими способности к своим.
Нараку способен создавать из частей своего тела всевозможное оружие, наделённое различными магическими свойствами, или неразумных и разумных демонов низшего класса (не считая порождений).
Кугуцу — марионетки. Маленькая деревянная куколка с волосом своего создателя, через которую можно управлять некоей разновидностью голема.
Облако дзяку — демоническая отрава. Нараку перестроил своё тело так, что вместо крови из отсечённых конечностей (свободно регенерирующих) вытекает некая ядовитая смесь (или туман), по свойствам похожая на сильный отравляющий газ и пары кислоты одновременно.
Щиты — несколько разновидностей. По мере развития Нараку, сила и свойства щитов постоянно усиливались. Сам Нараку способен свободно проникать сквозь них своими щупальцами.
Магический барьер — по сути дела, замкнутая область пространства, скрывающая убежище Нараку. Даже Кагомэ очень слабо чувствует осколки Камня Душ, укрытые барьером. Изначально барьер был ещё и непроницаем для большинства атак, но после появления Красной Тэссайги Нараку отказался от него, сменив на гораздо более мощный и компактный.
Как и всякий сильный демон, Нараку способен использовать телепатию, телекинетику, обладает нечеловеческой силой и способен менять свой облик. Практически не чувствует боли.
Там, где не хватает его собственных способностей или слишком опасно, отправляет на задания одно или несколько своих порождений с подходящими навыками.
Кохаку (яп. 琥珀)

Кохаку

Кохаку — младший брат Санго. Попал в ловушку Нараку и погиб, но осколок Камня Четырёх Душ удержал в нём жизнь. Однако взамен мальчик оказался под контролем Нараку. Затем он стал странствовать вместе с Кикё, которая очищала его осколок Камня Четырёх Душ и оставила свой свет, сохранивший жизнь Кохаку даже после того, как Нараку забрал его осколок. Долгое время находился под влиянием Нараку, но постепенно вернул себе память. Достаточно сильный боец (несмотря на возраст), использовался Нараку для всевозможных грязных поручений. «Кохаку» переводится с японского как «янтарь».
Канна (яп. 神無)
Канна, Повелительница Пустоты — первое существо, созданное Нараку. Выглядит как маленькая девочка с белыми волосами. Всегда носит с собой круглое зеркало, обладающее магическими свойствами. Так, оно может впитывать в себя человеческие души и отражать вражеские атаки. Кроме того, используется в качестве средства дистанционного наблюдения за кем-либо. Канна, в отличие от Кагуры, послушно выполняет приказы Нараку. Сильнейшая её атака — Зеркальный демон. Рождённый из её зеркала, он способен не только отражать атаки, но и копировать/перенимать способности противника. Также, служит фокусирующим средством некой разновидности «гравитационной атаки». Единственный минус — нанесённые демону повреждения передаются Канне. Хоть и не проявляла такой строптивости, как прочие создания Нараку, отправленная «на убой», всё же смогла ему отомстить.
Также, благодаря тому, что Канна полностью безэмоциональна, то есть не излучает ни злой, ни доброй энергии, на неё не действуют ни ядовитая дзяки, ни святые/священные барьеры.
Кагура (яп. 神楽)

Кагура

Кагура, Повелительница Ветра — второе порождение Нараку, созданное из части его тела. Умеет командовать ветром с помощью веера, который носит с собой. Пытается освободиться от Нараку используя Сэссёмару, считая, что он единственный демон, у которого хватит мощи и искусства одолеть Нараку. Узнав, что Сэссёмару отказался ей помогать, Повелительница Ветра возвращается к Нараку, где после невольно обещает больше не сбегать. Глубоко в душе презирает и ненавидит Нараку. После очередной измены, а также «за ненадобностью» — убита Нараку с особым цинизмом — свои ранние порождения Нараку контролировал, забрав у них сердца. С одной стороны, убить такое порождение можно было лишь только полностью его уничтожив, а с другой, слегка сдавив сердце, хозяин с лёгкостью демонстрировал своё недовольство. Вернув Кагуре сердце, Нараку смертельно отравил её своими ядовитыми миазмами. Тем не менее, умерла счастливой, с ощущением свободы. Возможно была влюблена в Сэссёмару.
Умения
- Танец Драконов (яп. 竜蛇の舞 Рю:дзя но Май) — с помощью веера Кагура призывает смерчи и может управлять ими.
- Танец лезвий (яп. 風刃の舞 Фу:дзин но Май) — также с помощью веера она умеет вызывать «лезвия». Атака похожа на Кровавые Когти Инуяси, но сильнее.
- Танец Мертвецов (яп. 屍舞 Сикабанэмай) — Повелительница Ветра способна управлять трупами умерших, как марионетками, с помощью веера.

Госинки (яп. 悟心鬼)
Третий из созданий Нараку. Демон-телепат. Благодаря своей силе, сумел победить Инуясю и перекусить Тэссайгу. Но столкнувшись после этого с демонической формой Инуяси (чистый инстинкт убийцы и никаких мыслей), был разорван на части. Из его зубов ученик Тотосая изготовил демонический меч Токудзин по заказу Сэссёмару.
Акаго (яп. 赤子 дословно: Дитя)
Демонический младенец. В нём находится демоническое сердце Нараку (человеческая душа заточена в Хакурэйдзан). Обладал большой силой, мог проникать в сердца людей и подчинять их себе. Акаго стремился завладеть душой Кагомэ и использовать её как искателя потерянных осколков Камня Четырёх Душ, но не смог найти тьму в сердце девушки. Младенец был разрублен на две половины монахом Синсэн-осё. Одну половину Акаго забрала Канна, а вторую было приказано охранять Кагурэ. Но вторая половина быстро выросла и стала маленьким мальчиком Хакудоси. Тоже не захотел подчиняться Нараку и даже некоторое время действовал самостоятельно. При помощи живого доспеха, Морёмару, и сферы Энтэя, достаточно долго прятался ото всех и копил силы, совершенствуя свой «доспех», но в конце концов был поглощён Нараку вместе с доспехами и всей накопленной силой.
Хакудоси (яп. 白童子)
Одна из частей Акаго обрела новую жизнь в теле мальчика, Хакудоси. Мальчик стал новым хозяином демонического коня Энтэя. Хакудоси мог отразить даже знаменитую Рану Ветра Инуяси. Обладал чудовищной крепости барьером и неплохими бойцовскими навыками. Телепат. Достаточно быстро пришел к мысли, что им (ему и Акаго) не по пути с планами Нараку. Взбунтовался, за что и был убит. Благодаря тесной связи с Нараку, смог послужить для последнего воротами из Мира Мёртвых обратно. Также Нараку подставил его вместо себя под стрелу Кагомэ (которую он благополучно пережил)
Бякуя (яп. 白夜, Белая Ночь)
Последнее из порождений Нараку. По всей видимости, при создании этого типа, были учтены все недостатки и бунтарские наклонности предыдущих. Абсолютно предан Нараку (судя по некоторым его репликам, тот то ли не стал создавать ему сердце, которое нужно контролировать, то ли вовсе изготовил для себя что-то вроде разумного инструмента). В отличие от всех прочих порождений, не продемонстрировал вообще никаких бойцовских навыков. Мастер иллюзорных техник и шпионажа. Несмотря на то, что Бякуя, несомненно, разумен и даже обладает вполне ехидным и даже ёрническим характером, погиб он тоже «в соответствии с планом», до конца выполняя волю Нараку. За версию «живого инструмента» говорит тот факт, что все серьёзные повреждения Нараку, немедленно передавались его порождению. (Точно также, как в случае с Канной и Зеркальным демоном).
Саймёсё (яп. 最猛勝)
Ядовитые Адские пчёлы. До конца так и не понятно, являются ли они порождением Нараку, или же мелкими демонами поглощёнными им во время одной из трансформаций. Чрезвычайно ядовиты. В основном используются как шпионы. При необходимости, могут восстанавливать части тела Нараку и его порождений.
Морёмару (яп. 魍魎丸)
Не совсем порождение (знака паука у него на спине нет), а скорее «живой доспех» — совместное творчество Нараку и Хакудоси, собранное из тел демонов и жизненной силы простых людей. Вопрос с разумностью остаётся открытым. Но скорее всего, его действия были полностью подконтрольны Акаго, для которого он и служил доспехом. Некоторое время притворялся монахом-демоноборцем. И даже сумел собрать последователей из детей-сирот. На самом деле достаточно сильное демоническое оружие, получившее от своих создателей способности к поглощению и трансформации.
Дзюромару (яп. 獣郎丸) и Кагэромару (яп. 影郎丸)
Четвёртые создания Нараку. Довольно злобная и сильная парочка симбионтов, использовавшая комбинированные атаки. Дзюромару — более человекоподобный, но абсолютно безмозглый. Что-то вроде демонической формы Инуяси. Не признаёт никого кроме своего симбионта, немедленно атакует всё что движется. Насекомовидный Кагэромару обитает у него в желудке. При совместных действиях мгновенно атакует из-под земли.
Мусо (яп. 無双)
Пытаясь понять причину, по которой он не может причинить вред Кикё, Нараку освободился от души и памяти Онигумо, поместив её в искусственное тело. Получившееся существо с практически неограниченной способностью к регенерации немедленно восстало против своего создателя. Поглощён обратно после окончания эксперимента.

## Племя демонов-волков
Кога (яп. 鋼牙)

Кога

Предводитель демонов-волков. Любит Кагомэ. В ногах у него осколки Камня Душ, которые позволяют ему передвигаться с невероятной скоростью. Вначале был отрицательным персонажем, его волки нападали на людей, в том числе — убили Рин. Затем под влиянием Кагомэ изменился и влюбился в неё. Вечно грызется с Инуясей, в основном по поводу Кагомэ. Но отважный и смелый, готовый ради любимой свернуть горы и победить кого угодно.
У него есть невеста Аямэ — тоже демон-волк. Он в детстве дал обещание, что когда ей будет трудно, он на ней женится. Но пока отрицает это, хотя всё вспомнил, говорит, что Кагомэ его невеста. Однако в конце концов Кога берёт Аямэ в жёны.
Кога также стал жертвой Нараку. Кагура убила демонов-волков из соседнего племени и представила так, будто это сделал Инуяся. Когда обман был раскрыт, Кога поклялся отомстить за своё племя и тоже стал охотиться за Нараку. Сумел получить легендарное оружие «Коготь» своих предков, но в битве с Морёмару лишился своих осколков и выбыл из гонки за Нараку.
Аямэ (яп. 菖蒲)
Появляется только в аниме. Внучка предводителя волчьей стаи, живёт со своей стаей в горах. Любит Когу. Будучи ещё маленькой, она встречает Когу, который спасает её от демона. Аяме тут же влюбилась в него, а он пообещал взять её в жёны, если она спустится с гор. Но потом Кога встречает Кагомэ и влюбляется в неё. Все время проводит, развлекаясь со своим волшебным свитком, способным проявить на себе любую информацию и установить связь с другими владельцами подобных свитков (намек на Интернет и телефонную связь). Соответственно, она не проявляет знаков внимания Коге, из-за чего тот охладел к ней. В конце аниме-сериала все-таки становится женой Коги.
Гинта (яп. 銀太) и Хаккаку (яп. 白角)
Спутники Коги, которые пошли с ним, чтобы помочь победить Нараку. Однако сами по себе слабые, Кога регулярно выручает их из беды. Всё время пытаются успеть за Когой и всё время отстают.

## Персонажи настоящего
Ходзё (яп. 北条)
Сэйю — Юдзи Уэда.
Ходзё — одноклассник Кагомэ Хигураси. Он её любит и часто пытается пригласить на свидание. Имеет еврейские корни. Страдает дефектом речи.
Ходзё безоговорочно верит рассказам Кагомэ о том, что она якобы заболела (которые она сочиняет, чтобы оправдать её отсутствие в школе, когда уходит в средневековый мир). Поэтому он всё время приносит ей разные вещи из аптеки, которым владеет его отец, например, терапевтические сандалии, чтобы Кагомэ лучше себя чувствовала.
В одной из начальных серий Кагомэ решает всё-таки пойти на свидание с Ходзё, так как перед этим разругалась с Инуясей. Несмотря на это, она очень за него переживает, так как тот недавно получил серьёзные ранения, и поэтому довольно скоро уходит.
В прошлом, он встречался с Кагомэ, но установил связь через дружбу с её братом , Сотой. Однако, сбегает со свидания и выбирает между дружбой с Сотой и любовью с Кагомэ первое, поэтому Кагомэ долго переживала, что потеряла единственного поклонника. Вскоре он узнает о том, куда попала Кагомэ и отправляется вслед за ней, чтобы вернуть её, но в итоге получает отказ и Инуяся его прогоняет.
Юка, Эри, Аюми (яп. 由加、 絵理、 あゆみ)
Одноклассницы Кагомэ и её подруги. Как и все в школе, считают, что она болеет. Единственные, кто волнуются за неё. Их, как Кагомэ, по какой-то причине считают некрасивыми, поэтому у них нет бойфрендов.

## Ситининтай
Ситининтай (яп. 七人隊)
Группа наёмников служивших всем и никому. Ситининтай дословно «банда из семерых». Приставка «коцу» в именах переводится как «кость». Прославились своей невероятной силой и жестокостью. Вместе они убили тысячи людей. Нагнали столько страху на местных жителей, что трое воюющих между собой даймё (владетелей земель) заключили временное перемирие и тремя объединёнными армиями уничтожили наёмников, обезглавив их. Однажды ночью Нараку отправился на их могилу с осколками Камня Четырёх Душ, чтобы оживить Ситининтай. Нараку использовал их, чтобы убить Инуясю и всех остальных героев.
Банкоцу (яп. 蛮骨)
Банкоцу — самый главный и опасный из Ситининтай. Обладает просто нечеловеческой силой, вполне сравнимой с силой Инуяси. Остальные зовут его уважительно «ооаники» — великий старший брат. У него есть меч который по силе равен «Тэссайге» Инуяси — «Банрю» (партнёр) (Скорее не меч, а алебарда). Этим мечом он убил 1000 людей и 999 демонов. Инуяся должен был стать тысячным, но у него на сей счёт имелось другое мнение. Именно с его воскрешения начал Нараку. Дав ему осколки Камня Четырёх Душ, он предложил сделку — жизнь Инуяси в обмен на бессмертие для всей банды. Позже, по мере выбытия его «друзей» забирает у «своих» осколки, а также похищает осколки у Кагомэ (всего 9). Пока осколок касается костей, зомби обретает подобие плоти, навыки и память, которыми обладал при жизни. Таким образом, изъяв их, Банкоцу делает сильнее себя. То же самое, в итоге, проделал с ним Нараку. 3 из имеющихся у него осколков, он поместил в Банрю, считая, что этим усилит его ещё больше. Но созданная ими демоническая аура позволила Инуясе использовать Бакурюху (по физическим кондициям Инуяся практически проиграл неуязвимому зомби). Несмотря на необычайную кровожадность, ценит своих соратников, не считая Нараку, и доверяет им. Поэтому без малейших сомнений расправляется с Рэнкоцу, предавшим банду.
Рэнкоцу (яп. 煉骨)
Второй по силе. Очень и очень умный, именно он создал новое механическое тело для Гинкоцу. Управляет пламенем; коронный приём — огненные сети. Прикинувшись священником при монастыре (настоящего священника-то он убил) обманул Сиппо, который искал убежища для отравленных Кагомэ, Мироку и Санго. Однако Рэнкоцу не спешил убивать их, так как желал побольше узнать про Нараку и его намерения. Из-за пылающей реки и взрывов, устроенных им, Инуяся чуть не погиб. Также забирал себе осколки Камня Четырёх Душ, убивая своих соратников. Пытался восстать против Банкоцу и даже убил единственного из уцелевших к тому времени, кроме них, старинного друга последнего — Дзякоцу. Но просчитался — с помощью Нараку, который через Саймесё держал его в курсе, Банкоцу раскусил предателя и самолично расправился с ним.
Дзякоцу (яп. 蛇骨)
Воин нетрадиционной ориентации, пристрастился к Инуясе, особенно к ушам. Пользуется складным мечом со змеиным лезвием (в развернутом состоянии достигает нескольких метров), который доставил массу проблем Инуясе. Самый верный соратник Банкоцу, при жизни бывший его братом и ставший первым (после Банкоцу) членом Ситининтай. Производит впечатление весьма легкомысленного типа. Люто ненавидит женщин. Был предательски подставлен Рэнкоцу и из-за этого был серьёзно ранен Инуясей. Убит Рэнкоцу ради осколка.
Гинкоцу (яп. 銀骨)
«Куча металлолома» — утратив в боях разные «некритичные» части тела, заменил их, при помощи Рэнкоцу, на механические протезы, при помощи которых и сражался. Став зомби и потерпев поражение от Инуяси, избавился практически от всего тела, превратив его в громоздкий, но практически неуязвимый танк. Разобран на запчасти Когой, после чего самоуничтожился.
Суйкоцу (яп. 睡骨)
Странный тип, страдающий ярко выраженным раздвоением личности. Причём настолько, что одно время, даже водил за нос Кикё, Инуясю и Кагомэ. В обычном состоянии — добрый доктор-пацифист, страдающий гемофобией, в «тёмной» форме — ярко выраженный маньяк-убийца. До пробуждения «тёмной» формы даже не подозревал о наличии в своем теле другой личности, заботился о детях-сиротах. С послежизнью расстался добровольно, не в силах мириться со своей раздвоенностью. При этом, когда меняется форма, меняется и внешность.
Кёкоцу (яп. 凶骨)
Здоровяк четырёхметрового роста, не обладающий членораздельной речью. Питается демонами. Обладает демоноподобной внешностью. Самый слабый из Ситининтай. Напал на стаю демонов-волков, за что и был убит Когой.
Мукоцу (яп. 霧骨)
Специализируется на различных типах ядов, в том числе и тех, которые воздействуют на демонов.
За долгую практику с ядами выработал иммунитет к большинству из них. Обладатель крайне мерзкой внешности и, соответственно, комплексов. Парализовав Кагомэ, пытался сделать её своей женой.
Также серьёзно отравил Санго, Мироку, Сиппо и Кирару. Попытался расправиться с Сэссёмару, оказавшимся неподалёку, но был им убит.

## Прочие персонажи
Мидорико (яп. 翠子)
Мидорико была великой мико-воительницей и обладала столь огромной силой духа, что ни один из демонов не мог с ней справиться. Вместе с Кирарой вступила в бой с сотнями демонов, в ходе которой запечатала души демонов внутри своего сердца, чтобы не проиграть в неравной битве. Эта битва продолжается внутри её сердца, которое стало Камнем Четырёх Душ.
Цубаки (яп. 椿)
Цубаки была молодой мико, как и Кикё при жизни, и училась у монаха в синтоистском храме. Она соперничала с Кикё и пыталась превзойти её, когда они вместе сражались с демонами. Когда Кикё и Каэдэ путешествовали, навещая маленькие деревни и помогая жителям бороться с демонами, Цубаки наложила на Кикё проклятие, сказав, что как мико, та должна забыть о своём сердце, ибо если она полюбит мужчину, она потеряет свою духовную силу и безвременно погибнет. В дальнейшем (то есть 50 лет спустя) стала тёмной жрицей, пытавшейся сохранить свою молодость. Служила Нараку и доставила не мало проблем Инуясе.
Мать Сэссёмару
Мать Сэссёмару — персонаж манги и аниме Инуяся, впервые появляется в 47 томе манги, в конце 466 главы и аниме «InuYasha: The Final Act» в 9 серии. Её имя неизвестно.
Как и Сэссёмару, она может принимать и облик большой собаки, и человеческий облик. У неё есть Мэйдо-Сэки, который ей был дан Ину-но-Тайсю. Он рассказал ей о том, что если она использует Мэйдо-Сэки в присутствии Сэссёмару, то он окажется в большой опасности, но её это не должно волновать. Его использование, по всей видимости, является одним из испытаний Ину-но-Тайсю для его сына. Использовав Мэйдо-Сэки, она призывает Адскую Гончую, которая вскоре забирает Рин и Кохаку в Мэйдо, имеющего облик полумесяца, что Сэссёмару создал с помощью Тэнсэйги. Сэссёмару следует за ней и убивает её, освободив Рин и Кохаку. Идя по дороге, ведущей глубже в Ад, Кохаку неожиданно понимает, что Рин умерла, Сэссёмару хочет вернуть её к жизни с помощью Тэнсэйги, но у него ничего не выходит. Затем её тело похищает Хозяин Ада. После этого мать Сэссёмару открывает с помощью Мэйдо-Сэки проход из Ада к ней во дворец, но Сэссёмару идёт по другой дороге за Хозяином Ада. Затем он убивает его, очищает мертвых в Аду. Вернувшись во дворец, Сэссёмару выслушивает свою мать, которая ему говорит, что убивая, Сэссёмару должен иметь сострадающее сердце. Узнав, что смерть Рин огорчила Сэссёмару, она возрождает её с помощью Мэйдо-Сэки, но предупреждает, что Рин никогда не сможет быть вновь возрождена с помощью Тэнсэйги, поскольку этот меч может оживить человека лишь один раз. Также она предупреждает Кохаку о том, что он тоже не может быть воскрешен.
Отношение к людям у неё такое же, как и у Сэссёмару, правда с некоторой долей юмора: заметив, что Рин и Кохаку путешествуют вместе с Сэссёмару, она спрашивает его о том, не собирается ли он их съесть. Но также она считает, что люди не из тех, кто заслуживают внимания: после воскрешения Рин она говорит: «И вся эта суета из-за одной человеческой девчонки». Она представляется в лучшем случае, лишь когда озабочена возможностью смерти Сэссёмару, и после того как он отказывается от спасения, она немного обижается («Отлично. Игнорировать доброту своей матери») и жалуется на то, что, в отличие от своего отца, он «абсолютно не имеет очарования». Однако после использования Мэйдо-Сэки, возродив Рин и увидев Сэссёмару в сдержанной радости, она замечает, что Сэссёмару немного похож на отца. Она, как и Сэссёмару, скрывает свою материнскую любовь к нему за сарказмом.
Онигумо (яп. 鬼蜘蛛)
«Основа» Нараку — бандит, убийца и пр. Однажды его сообщники решили избавиться от чересчур жестокого атамана, облили его маслом и попытались сжечь заживо. Чудовищно израненный бандит скатился в глубокую пещеру под холмом, где его и нашла жрица Кикё. Несмотря на всю её заботу, сердце Онигумо (Паук) так и осталось чёрным и завистливым. Привлечённые его злобой, в пещеру собрались несколько десятков мелких демонов. Бандит добровольно отдал им своё истерзанное тело и чёрную душу, в обмен на обещание, что они помогут ему овладеть Кикё. Демоны поглотили бандита, так как тоже желали разобраться с жрицей, хранившей Камень Четырёх Душ. Получившееся существо взяло себе имя Нараку. Объединённая демоническая душа практически уничтожила сущность Онигумо, но тем не менее, остатки его влияния не позволяли Нараку причинить вред Кикё. Пытаясь избавиться от остатков всего человеческого в своей душе, Нараку несколько раз пытался избавиться от воспоминаний и чувств Онигумо, но до конца это ему так и не удалось. Печать Онигумо — ожог в форме паука на спине, остался вечным напоминанием о первооснове демона. Он есть у самого Нараку и у всех его порождений.
Энтэй (яп. 炎蹄)
Демонический конь, который был запечатан внутри священной горы. Его сила — пламя. Энтэй обладает большой скоростью, может преодолевать огромные расстояния за один день. Легенды гласят, что тот, кто оседлает Энтэя, может завладеть небесами. Многие люди и демоны пытались оседлать его, но у них ничего не получилось. Но одному демону все-таки удалось стать наездником Энтэя, его звали Рэнгокуки. Рэнгокуки и Энтэй были запечатаны на долгое время знаменитым монахом Синсен Осё, он запечатал их в разных местах. Монах был убит Кагурой, после чего печать была разрушена, и Энтэй освободился. Для Инуяси и его друзей Энтэй был слишком силён и быстр. Рэнгокуки был убит Хакудоси. И следовательно Хакудоси стал новым хозяином Энтэя, вместе они сотворили много зла — до того момента, пока Инуяся не убил Энтэя.
Святой отшельник Хакусин (яп. 白心上人 Хакусин Сэннин)
Священник огромной духовной силы. Во время чумы помогал страждущим, пока не заболел сам. Предчувствуя гибель, приказал похоронить себя заживо, дабы защищать людей и после смерти. Когда Нараку после очередной раны от стрелы Кагомэ понадобилось надежное убежище, он воскресил великого отшельника и убедил его, что все его деяния остались непризнанными. Дух отшельника возненавидел людей и согласился помогать Нараку. Установленный им духовный барьер вокруг горы Хакурэй был настолько мощным, что преодолеть его не смог даже Сэссёмару. Инуяся сумел пройти сквозь барьер, но его демоническая сила и сила Тэссайги были полностью запечатаны. Более слабые демоны погибали, лишь приблизившись к барьеру. Осколки Камня Четырёх Душ мгновенно очищались, но воскрешенные ими Ситининтай были злыми по сути, поэтому на них это никак не сказалось. В конце концов Кикё убедила святого в ошибочности его пути, и он вновь обрел посмертие.
Хосэнки (яп. 宝仙鬼)
Хосэнки — демон, повелевающий волшебными драгоценными камнями. Он создал чёрную жемчужину в правом глазу Инуяси, с помощью которой Сэссёмару попал на отцовскую могилу и попробовал украсть Тэссайгу, меч из клыка его отца, предназначенный для Инуяси. Группа Инуяси ищет Хосэнки, но узнают, что он умер и они не могут отправитmся в мир мёртвых снова. Они находят другой путь к аду, где они находят покойного Хосэнки, сидящего среди костей Ину-но-Тайсё. Однако осколок Камня Душ внутри был осквернён Нараку, и Хосэнки нападает на Инуясю. После того, как Нараку забрал осколок, Хосэнки возвращается к нормальному состоянию и даёт Инуясе использование Конгосохи, удивлённый лояльностью Инуяси к его друзьям и отсутствию зла в их душах.